# Blackwater Lake
Blackwater Lake är en sjö i Kanada.   Den ligger i territoriet Northwest Territories, i den centrala delen av landet, 3 600 km nordväst om huvudstaden Ottawa. Blackwater Lake ligger 217 meter över havet. Arean är 139 kvadratkilometer. Den sträcker sig 19,9 kilometer i nord-sydlig riktning, och 21,5 kilometer i öst-västlig riktning.
Trakten runt Blackwater Lake är nära nog obefolkad, med mindre än två invånare per kvadratkilometer.